# Malvales
A ordem das Malvales contém 9 famílias, com 6005 espécies, classificadas em 338 géneros. O nome é originário de sua maior família, Malvaceae, do grego malache, que significa mole, devido à grande quantidade de mucilagem. O grupo inclui plantas cultivadas pelo Homem para efeitos alimentares, como o cacau, ou ornamentais, como as flores de hibisco.
As flores das plantas desta ordem são cíclicas ou hemicíclicas, diclamídeas, com pétalas geralmente soldadas na base. O cálice é duplo, em algumas vezes. Os estames geralmente são numerosos, às vezes dispostos em espiral. Os carpelos, geralmente 5, têm ovário normalmente súpero. Os filetes dos estames são geralmente soldados em maior ou menor extensão, formando andróforo envolvendo o gineceue a maioria apresenta mucilagem, para reserva de líquidos.
Na classificação de Cronquist (1981), é composta por 5 famílias :
- Bombacaceae
- Elaeocarpaceae
- Malvaceae
- Sterculiaceae
- Tiliaceae

O Sistema APG II (2003) modificou a composição desta ordem:
- Bixaceae
- : [+ Diegodendraceae ]
- : [+ Cochlospermaceae ]
- Cistaceae
- Dipterocarpaceae
- Malvaceae

(incl. Bombacaceae, Sterculiaceae, Tiliaceae)
- Muntingiaceae
- Neuradaceae
- Sarcolaenaceae
- Sphaerosepalaceae
- Thymelaeaceae

N.B. "[+" = família opcional. O AP-Website não aceita as famílias Diegodendraceae e Cochlospermaceae, incluindo-as na Bixaceae.